# Hwang Sun-mi
Hwang Sun-mi (Contea di Hongseong, 1963) è una scrittrice sudcoreana.
È famosa soprattutto per la sua favola La gallina che sognava di volare, adattata in Corea del Sud nel film d'animazione di successo Leafie - La storia di un amore.

## Biografia
Hwang è nata nel 1963 ed era la seconda di cinque figli. Non ha potuto frequentare la scuola media a causa della povertà ma, grazie ad un'insegnante che le ha dato la chiave di una classe, poteva andare a scuola e leggere libri quando voleva. Si è iscritta al liceo sostenendo un esame di maturità e si è laureata alla facoltà di scrittura creativa del Seoul Institute of the Arts and Gwangju University e alla Chung-Ang University. Vive a Seul.
Hwang è docente a contratto presso la facoltà di lettere del Seoul Institute of the Arts. La sua carriera di scrittrice è iniziata nel 1995 e da allora ha pubblicato quasi 30 libri di vario genere. È famosa soprattutto per il suo libro La gallina che sognava di volare che, dalla sua pubblicazione nel 2000, è diventato un classico istantaneo, restando nelle classifiche dei bestseller per dieci anni, vendendo oltre 2 milioni di copie e ispirando il film d'animazione omonimo coreano con i più alti incassi della storia coreana, guadagnando quasi 7 miliardi di won nel suo primo mese di uscita. È stato anche adattato in un fumetto, un'opera teatrale e un musical ed è stato tradotto in 27 lingue. La scrittrice ha detto in un'intervista che ha basato il suo libro sulla triste e difficile vita da contadino del padre.
L'opera di Hwang si concentra sulle intersezioni tra tradizione e modernità, l'ecologia e la ricerca della libertà. È famosa soprattutto per le sue opere fantasy e ha vinto l'SBS Media Literary Award nel 2001 e il 36° Sejong Children's Literature Prize nel 2003.

## Premi
- Nong-min Literary Award nel 1995
- Tamla Literary Award nel 1997
- SBS Media Literary Award nel 2001
- Sejong Children's Literature Prize nel 2003[5]
- The Best Book of the Year in Poland nel 2012[6]

## Opere parziali
- (KO) 나쁜 어린이표, 웅진주니어, 20 dicembre 1999, ISBN 9788901028514.
- (KO) 마당을 나온 암탉, 사계절, 2000, ISBN 9788971968710.
  - (EN) The Hen Who Dreamed She Could Fly, Penguin, 26 novembre 2013, ISBN 9781101615966.
  -  La gallina che sognava di volare, Bompiani, 15 ottobre 2014, ISBN 9788845277740.
- (KO) 과수원을 점령하라, 사계절, 2003, ISBN 9788971969526.
- (KO) Pureun gae jangbal, Woongjin Thinkbig, 2012.
  - (EN) The Dog Who Dared to Dream, Hachette, 7 luglio 2016, ISBN 9780349142098.
  -  Il cane che osava sognare, Giunti, 2017, ISBN 9788858774892.